# Jonas Stockinger
Jonas Stockinger (7 ottobre 1999) è uno sciatore alpino tedesco.

## Biografia
Gigantista puro attivo dal novembre del 2015, Stockinger ha esordito in Coppa Europa il 23 gennaio 2019 a Courchevel e in Coppa del Mondo il 9 dicembre 2023 a Val-d'Isère, in entrambi i casi senza completare la prova; il 27 febbraio 2024 ha conquistato a Pass Thurn il primo podio in Coppa Europa (2º) e ai Mondiali di Saalbach-Hinterglemm 2025, sua prima presenza iridata, si è classificato 26º. Non ha preso parte a rassegne olimpiche.

## Palmarès

### Coppa del Mondo
- Miglior piazzamento in classifica generale: 106º nel 2025

### Coppa Europa
- Miglior piazzamento in classifica generale: 18º nel 2024
- Vincitore della classifica di slalom gigante nel 2024
- 2 podi:
  - 1 secondo posto
  - 1 terzo posto

### Campionati tedeschi
- 5 medaglie:
  - 2 ori (slalom gigante nel 2023; slalom gigante nel 2024)
  - 1 argento (slalom gigante nel 2021)
  - 2 bronzi (slalom gigante nel 2019; slalom gigante nel 2022)